# Número de condicionamento
Na análise numérica, o número de condicionamento ou número de condição de um problema é uma medida indicando se o problema tem "boas condições" para ser tratado numericamente. Um problema com um número de condição pequeno é chamado de bem condicionado, enquanto os problemas que possuem um número de condição elevado são denominados mal condicionados.

## Número de condição de uma matriz
Por exemplo, o número de condição associado ao sistema linear {\displaystyle Ax=b} é um número que estabelece uma estimativa da precisão que se pode obter para uma solução aproximada de {\textstyle x}. Note que isso é antes dos efeitos dos erros de arredondamento serem levados em consideração. O condicionamento é uma propriedade da matriz, não do algoritmo ou da precisão em ponto flutuante do computador usado para resolver o sistema correspondente.
Formalmente, o número de condicionamento de uma matriz inversível {\textstyle A} é definido como produto da norma de {\textstyle A} pela norma de sua inversa:
{\displaystyle \kappa (A):=\|A^{-1}\|\cdot \|A\|.}

## Número de condicionamento de uma função
O número de condicionamento de uma função é uma medida da propagação de erros ao calcular o valor de uma expressão matemática em aritmética de precisão finita.
Se um resultado intermediário de um cálculo for afetado por um erro de arredondamento ou um erro de truncamento, esse resultado pode se propagar nos cálculos subsequentes, mesmo que esses sejam feitos com grande precisão. No caso de uma soma, por exemplo, o erro final é a soma dos erros individuais. Mas em certos problemas pode haver o cancelamento de erros. Na verdade, cada novo resultado introduz um novo erro a ser analisado.
Problemas onde os resultados finais dependem continuamente dos dados de entrada são chamados também bem postos, e quando os resultados não dependem da continuidade dos erros é dito mal posto. O estudo da propagação de erros consiste na análise de como as perturbações nos dados iniciais afetam o resultado final em problemas bem postos. Surge assim outra fonte de erro, que pode não estar relacionada a função, mas a maneira de resolver as variáveis, através do algoritmo.
Problemas mal condicionados são aqueles em que um pequeno erro relativo nos dados de entrada afeta muito o erro relativo resultado final. Do contrário, o problema é dito bem condicionado.
Um algoritmo é numericamente estável se pequenos erros relativos dos dados, e  pequenos valores da unidade de arredondamento, correspondem um pequeno erro relativo nos resultados. Caso contrário, diz-se que é numericamente instável.
Entretanto, um problema mal condicionado implementado em um algoritmo estável não será convergente.

### Propagação de erros, estabilidade e condicionamento
Seja X o espaço de dados. Os elementos x de X podem ser números, vetores, pontos no espaço euclidiano, etc. Se pudermos medir a distância d(x, y) que mede a distância entre x e y de X, podemos mensurar a continuidade do problema. Por exemplo, se X é o espaço dos números reais, a função distância é definida por:
{\displaystyle d(x,y)=|x-y|.}
Sendo P o processo no qual os dados x são transformados no resultado y, ou seja, y=P(x). Se P é um processo contínuo no ponto x, a definição de continuidade exige que para cada ε >0, d( ε)>0, tais que:
{\displaystyle |P(x^{*})-P(x)|<\varepsilon } sempre que {\displaystyle |x^{*}-x|<d(\varepsilon ),}
onde x* é um ponto da vizinhança de x.
Se grandes mudanças nos dados produzem pequenas variações nos resultados e d(ε) for escolhida grande, o problema é chamado bem condicionado. Quando pequenas variações nos dados produzem grandes variações nos resultados ou d(ε) for escolhida pequena, o problema é dito mal condicionado.

### Número de condicionamento
Podemos ainda verificar o condicionamento ou condição  pela análise do número de condição do problema. Quanto menor o número de condição, mais bem condicionado é .Contudo, a definição do número de condicionamento depende do problema.
Seja y=F(x), com F diferenciável. A mudança  em y causada por x pode ser aproximada pela diferencial em x:
{\displaystyle dy=F'(x)dx.}
Assim, o tamanho de |F'(x)| do operador linear F(x) representa o número de condicionamento do problema.

### Definição do número de condicionamento de uma função
Consideremos agora a propagação de erros por aplicação de uma função ou de uma operação. Pretendemos prever o erro relativo em f(x^*) em frente ao valor correto f(x), onde x^* é uma aproximação de x.
Por expansão da Série de Taylor, para uma função de uma variável temos obtemos:
{\displaystyle f(x)=f(x^{*})+f'(x^{*})(x-x^{*})+{\frac {f''(x^{*})}{2!}}(x-x^{*})^{2}+o(x-x^{*})^{3}.}
Limitando a expansão até a primeira derivada, obtemos:
{\displaystyle f(x)-f(x^{*})=f'(x)(x-x^{*}).}
Dividindo por f(x), temos então a fórmula para o erro relativo:
{\displaystyle {\frac {f(x)-f(x^{*})}{f(x)}}\simeq f'(x){\frac {(x-x^{*})}{f(x)}},}
onde o erro relativo é dado por:
{\displaystyle {\frac {x-x^{*}}{x}},{\text{ se }}x\neq 0}
e o número de condição ou condicionamento Cn(x) é:
{\displaystyle Cn(x)=x{\frac {f'(x^{*})}{f(x^{*})}}.}
O número de condição dá uma medida da extensão de como uma incerteza na variável x afeta a variável y. Um valor de |Cn| maior que 1 nos informa que o valor relativo do erro é amplificado, enquanto um valor menor que 1 nos diz que é atenuado. Quando Cn é igual a unidade, o valor do erro relativo da função é igual ao erro relativo em x.

### Exemplo
Análise do problema de calcular:
{\displaystyle f(x)=\tan(x),{\text{ para }}x^{*}=\Pi /2+0.1(\Pi /2);}
{\displaystyle f(x)=\tan(x),{\text{ para }}x^{*}=\Pi /2+0.01(\Pi /2).}
Resolução:
O número de condição é dado por:
{\displaystyle C_{n}=x{\frac {1/cos^{2}(x^{*})}{tan(x^{*})}}.}
Para x*=Π/2 +0.1(Π/2):
{\displaystyle Cn={\frac {1.7279(40.86)}{-6.314}}=-11.2}
Como |Cn|>1, a função é mal condicionada. Para x*=Π/2 +0.01(Π/2), a situação é ainda pior:
{\displaystyle Cn={\frac {1.5865(4053)}{-63.66}}=-101.}
Para esse caso, a maior causa do mal condicionamento parece ser a derivada. O que faz sentido, pois na vizinhança de Π/2, a tangente se aproxima por um lado do +∞ e do outro do -∞.

## O número de condição em outros contextos
É possível definir números de condicionamento para vários outros problemas, como é o caso da decomposição em valores singulares, busca de autovalores ou de raízes de polinômios.